# Ян Шанли
Ян Шанли́, настоящее имя Ви́ктор Алекса́ндрович Ян (1955, Якутск) — русский поэт.

## Биография
Родился в 1955 г. в Якутске в китайско-татарской семье. В детстве и юности жил в Абхазии, куда в начале 1960-х отец поэта Ян Жиншин перевёз из Сибири свою семью. Учился в Хейванской средней школе №2 в Гагре, занимался вольной борьбой; был чемпионом Абхазии, призёром Грузии. Затем служил в Советской армии, после армии некоторое время работал тренером по борьбе. С 18 лет жил в Москве, учился в Московском горном институте (сегодня – Горный институт НИТУ «МИСиС»), в Литературном институте им. А.М. Горького. В Москве работал страховым агентом; грузчиком, заведующим клубом, тренером по вольной борьбе, проходчиком метро, дворником. Публиковался в центральной печати, книги стихов вышли в издательствах «Советский писатель» (1990) и «ОГИ» (2002). Живет в Москве и Цандрыпше (Абхазия).